# Dünnebrett
Dünnebrett liegt im mittleren Rahmedetal zwischen Lüdenscheid und Altena und gehört seit 1969 zur Stadt Lüdenscheid und zum Märkischen Kreis, in Nordrhein-Westfalen.
Die Etymologie des Namens konnte von der Heimatforschung bisher nicht ermittelt werden.

## Geschichte
Nach 1700 gehörte Dünnebrett zu Oberhunscheid, ebenso der Kotten Hellstück sowie zwei Rollen  und die Hälfte eines Osemundhammers im Rahmedetal. Während bis etwa 1650 Eisenerz auf den Höhen um Hunscheid abgebaut wurde, musste die schwere Fracht auf einem etwa dreieinhalb Kilometer langen steilen Weg mit Pferdekarren ins Rahmedetal transportiert werden. Dort wurde das Erz verhüttet.
Nach Ende des Dreißigjährigen Krieges wurde die Förderung im heimischen Raum eingestellt und man ließ das Eisenerz aus dem Siegerland kommen.
Seit 1887 erlangte Dünnebrett eine gewisse lokale Bedeutung, als es Bahnstation der Kreis Altenaer Eisenbahn wurde. Die nahegelegene Firma August Enders, 1894 gegründet, trug zum Wachstum der Siedlung bei, da sie zu Beginn des Ersten Weltkriegs bereits 700 Mitarbeiter beschäftigte. Die meisten von ihnen wohnten im Rahmedetal, in Dünnebrett, der Rathmecke oder im angrenzenden Gebiet Schulstraße/Markhahn. Dünnebrett, die Rathmecke und das nähere Umfeld entwickelte sich innerhalb weniger Jahrzehnte zu einer eng besiedelte Ortschaft.